# 澤列緬卡河

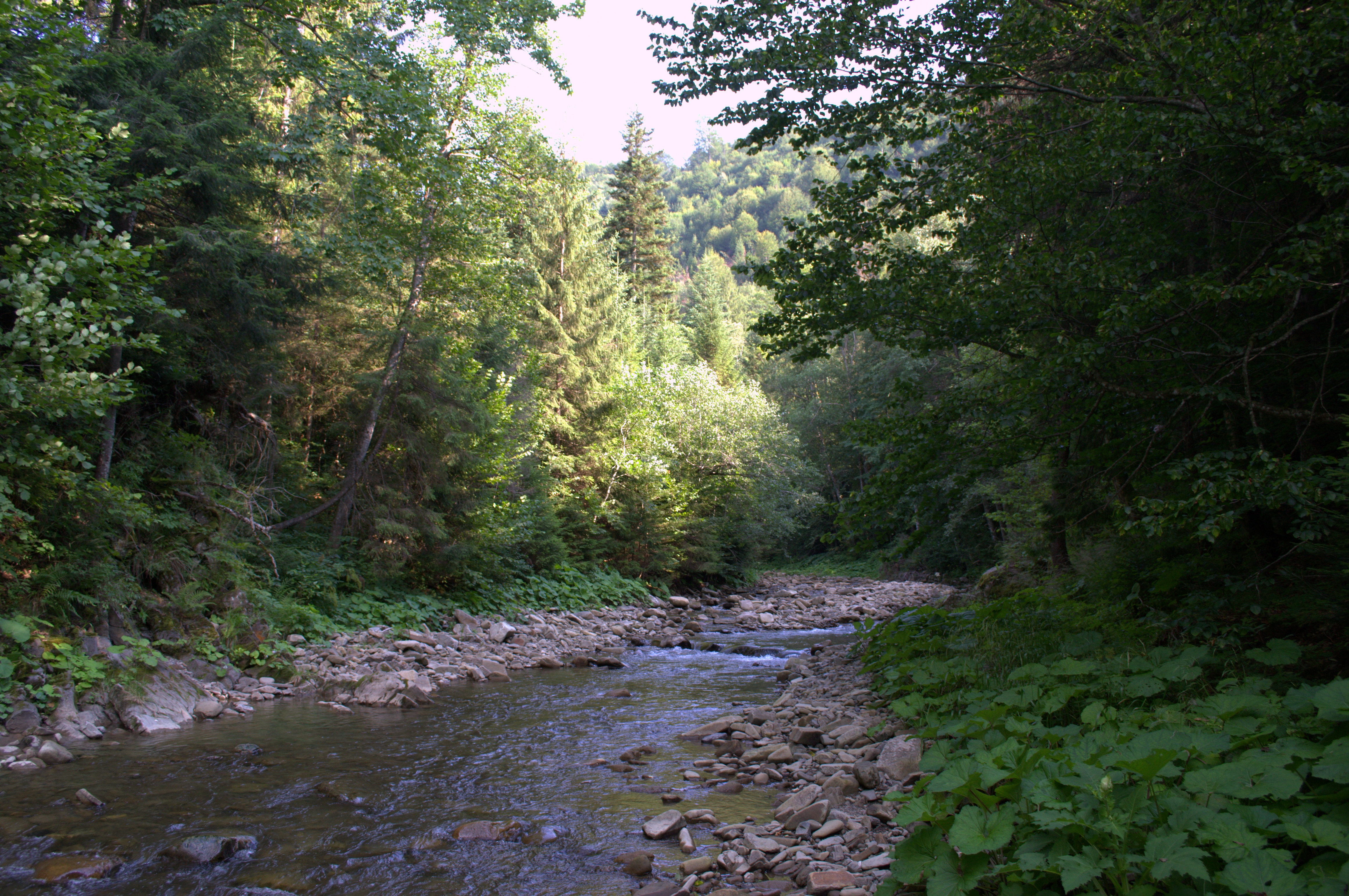

澤列緬卡河（烏克蘭語：Зелем'янка），是烏克蘭的河流，位於該國西部，屬於奧皮爾河的右支流，流經利沃夫州，河口處在圖赫利亞北部，河道全長10公里，流域面積30平方公里。